# آلن کورنو
آلن کورنو (به فرانسوی: Alain Corneau) (زاده ۷ اوت ۱۹۴۳ - درگذشته ۳۰ اوت ۲۰۱۰) کارگردان فرانسوی بود.

## فیلم‌شناسی
- فرانسه جامعه ناشناخته (۱۹۷۴)
- پلیس پیتون ۳۵۷ (۱۹۷۶)
- تهدید (۱۹۷۷)
- مجموعه سیاه (۱۹۷۹)
- انتخاب اسلحه (۱۹۸۱)
- دژ ساگان (۱۹۸۴)
- عدالت غیرمتعارف (۱۹۸۶)
- شبانه هندی (۱۹۸۹) (بر پایه رمان شبانه هندی اثر آنتونیو تابوکی)
- تمام صبح‌های جهان (۱۹۹۱)
- دنیای جدید (۱۹۹۵)
- فرزندان لومیر (۱۹۹۵، مستند در مورد سینما)
- لومیر و شرکا (۱۹۹۵، مستند گروهی)
- پسرعمو (۱۹۹۷)
- شاهزاده اقیانوس آرام (۲۰۰۰)
- ترس و لرز (۲۰۰۳)
- واژه‌های آبی (۲۰۰۵)
- نفس دوباره (۲۰۰۷)
- جنایت عشق (۲۰۱۰)